# 中國北方車輛研究所
中國北方車輛研究所，簡稱中国兵器工业集团第二〇一研究所或第201研究所，是在1959年成立，總部位于北京市丰台区北宫镇槐树岭村，中国兵器工业集团旗下公司。現任所長王玉林，书记闫哲。
主要業務坦克装甲车辆优势技术延伸到专用车、高铁等高端领域，研发了防暴车、路障车、移动电源车、野外抢修车、轮胎中央充放气系统、悬挂驾驶室、可调式油气悬挂系统、空气悬挂系统等多种民用产品等。除此之外，還有建有车辆传动重点实验室和包括整车道路模拟试验、车辆环境试验、电磁兼容测试、综合传动试验、动力电池实验等。

## 外部連結
- 中國北方車輛研究所